# Мі горенг
Мі горенг (індонез. mi goreng; означає «смажена локшина»), також відома як бакмі горенг — це індонезійська страва зі смаженої локшини. Її готують із тонкої жовтої локшини, обсмаженої в олії з часником, цибулею або цибулею-шалотом, смаженими креветками, куркою, яловичиною або нарізаними шматочками баксо (фрикадельки), чилі, китайською капустою, капустою, помідорами, яйцями та іншими овочами. Повсюдно поширена в Індонезії, її продають торговці продуктами харчування від вуличних торговців (варунгів) до елітних ресторанів.

## Історія

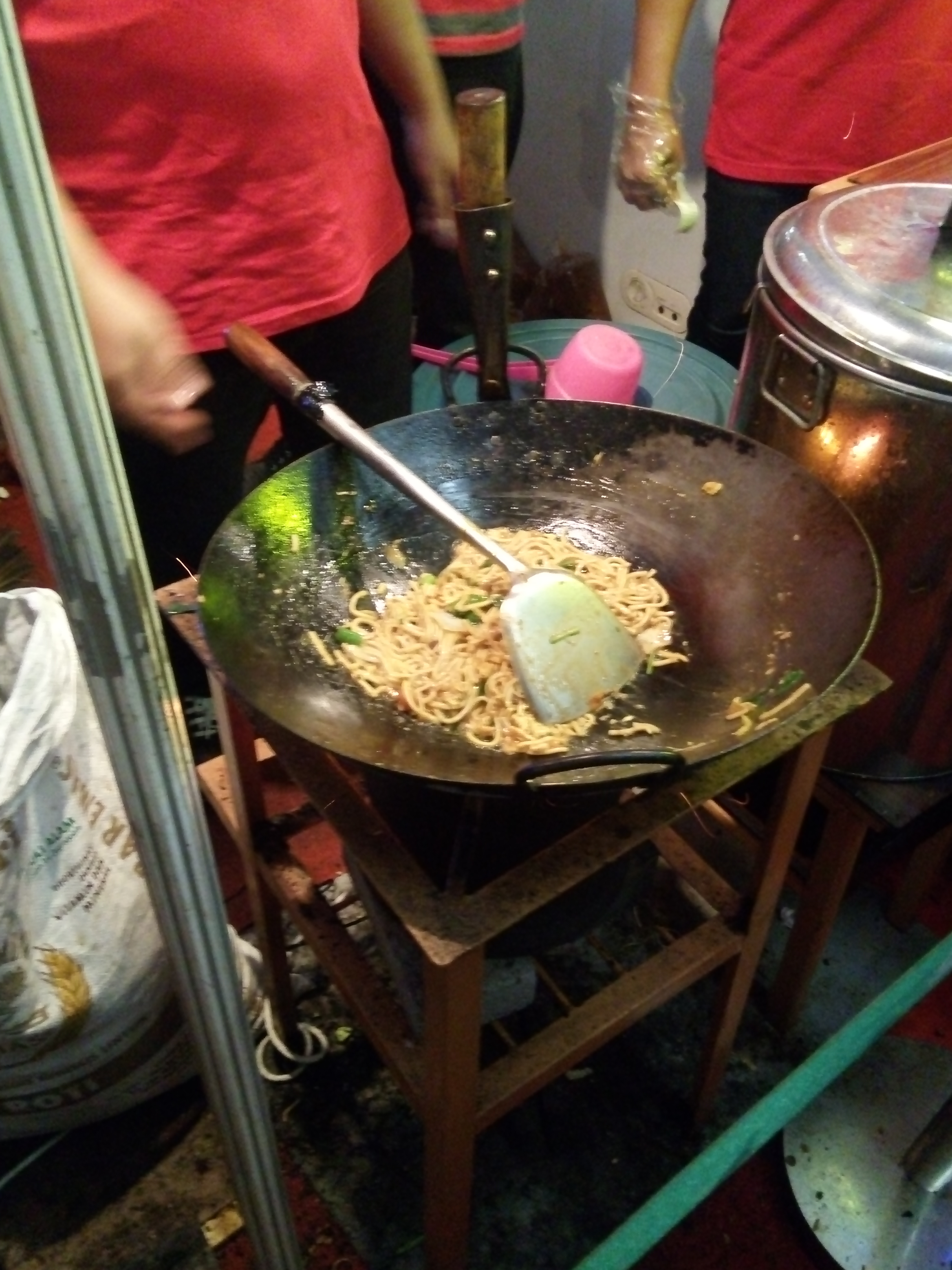
Смаження мі горенгу Ява у воку

В Індонезії, де мі горенг є однією з найпоширеніших простих страв, походження страви явно пов'язане з китайською індонезійською кухнею. Китайський вплив помітний в індонезійських стравах, таких як бакмі, мі аям, пангсіт, баксо, люмпія, кветіау горенг і мі горенг. Ця страва походить від китайського чоу мейн і, як вважають, була завезена китайськими іммігрантами в Індонезію. Незважаючи на вплив китайської кухні, мі горенг в Індонезії має певний індонезійський смак і був значною мірою інтегрований в індонезійську кухню через, наприклад, застосування солодкого соєвого соусу, який додає м'яку солодкість, посипання смаженою цибулею-шалот і гострим самбалом. Свинину та сало уникають на користь креветок, курки або яловичини, щоб задовольнити мусульманську більшість.

## Підготовка
Мі горенг традиційно готується з жовтої пшеничної локшини, обсмаженої з подрібненою цибулею шалотом, цибулею та часником із приправами з соєвого соусу, яйцем, овочами, куркою, м'ясом або морепродуктами. Однак в інших версіях замість свіжої жовтої пшеничної локшини може використовуватися сушена локшина швидкого приготування. Поширеною практикою в Індонезії є включення порошкоподібних приправ для локшини швидкого приготування разом з яйцем та овочами. Автентичний мі горенг використовує свіжі інгредієнти та спеції; однак із практичних міркувань можна використовувати розлиту пряну пасту швидкого приготування.
Практично ідентичний рецепт часто використовують для приготування інших страв. Наприклад, біхун горенг готується шляхом заміни жовтої пшеничної локшини на біхун (рисова вермішель), а у кветіау горенг замість цього використовується кветіау (товста плоска рисова локшина).

### Варіації

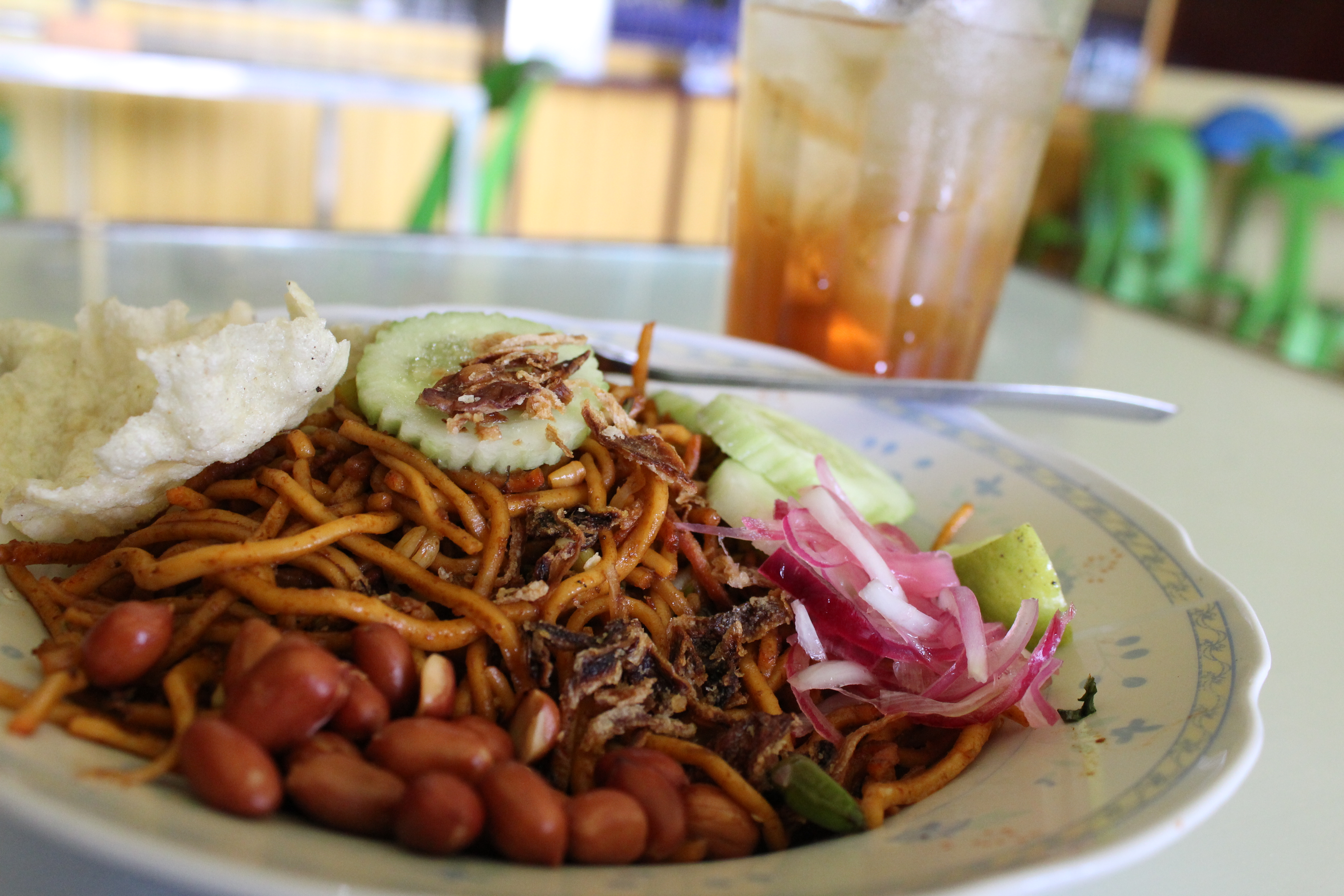
Мі горенг Ачех

Існує кілька варіантів мі горенг. В Індонезії варіанти мі горенгу зазвичай називають за інгредієнтами, тоді як деякі можуть називатися за регіоном походження.
- Мі горенг аям або звичайний мі горенг використовує курку з цибулею шалот, часником, цибулею-пореєм, солодким соєвим соусом, яйцем та овочами.
- Мі горенг айам пеньєт мі горенг, увінчаний аям пеньєт, смаженою куркою з самбалом.
- Мі горенг сапі, подібний до звичайного традиційного мі горенгу, але замість нього використовується яловичина.
- Мі горенг камбінг використовує козлятину або баранину.
- Мі горенг керанг використовує молюсків.
- Мі горенг уданг використовує креветки.
- Мі горенг сіфуд використовує морепродукти, які включають суміш риби, кальмарів і креветок.
- Мі горенг Ачех — варіант мі горенг із провінції Ачех, у якому використовується більш товста локшина, схожа на спагеті, і містить насичену гостру пасту, схожу на карі.[7]
- Мі горенг Ява з Центральної Яви використовує солодкий соєвий соус, яйце, курку та овочі. У ресторані, варунгу чи мандрівному продавці їжі його зазвичай продають і пропонують разом із мі ребус (буквально «варена локшина») або мі Ява.[8]
- Мі горенг тек-тек відноситься до Мі горенг, який продають мандрівні вуличні торговці, які б'ють по воку, видобуваючи звуки «tek-tek», щоб оголосити про свої товари. Це поширене явище в Джакарті та деяких великих містах Яви, де торговці вуличною їжею зазвичай продають його разом із насі-горенгом (смажений рис) і мі ребусом зі своїх продуктових візків.
- Мі горенг дог-дог також відомий як Мі горенг Сурабая з міста Сурабая. Зверніться до мандрівного постачальника харчових візків, який продає мі горенг Сурабая, який замість цього використовує великий дерев'яний барабан, щоб сповістити про свою присутність у сусідстві, таким чином створюючи звуки «dhog-dhog».[9]

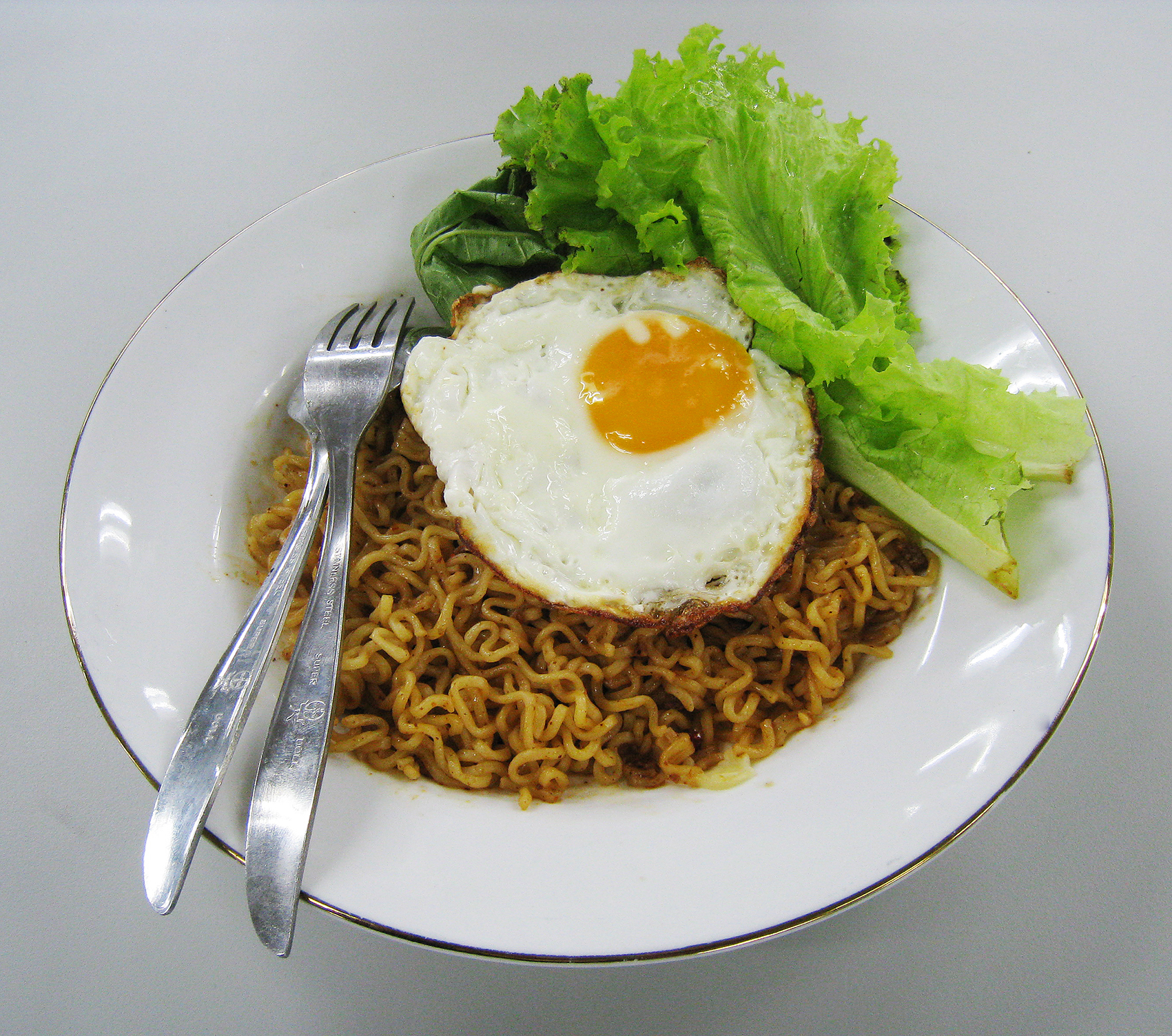
Миттєва версія мі горенгу

- Індомі мі горенг — миттєва версія мі горенг, Індомі мі горенг також популярна в Індонезії та інших країнах, зокрема Нідерландах, Нігерії, Австралії, Новій Зеландії, США та кількох країнах Близького Сходу.[10] Однак ця версія швидкого приготування технічно не є горенгом (смаженим з перемішуванням), а натомість відварюється та приправляється після викидання води, використаної для кип'ятіння. Тим не менш, він намагається максимально нагадувати автентичний мі горенг, додаючи солодкий соєвий соус і хрусткий смажений шалот. Його зазвичай можна знайти на кіосках Варунг Індомі, де продають локшину швидкого приготування, смажені бутерброди та гарячі напої в містах Індонезії.

Індонезійці зазвичай називають подібні іноземні страви як мі горенг, наприклад, в Індонезії чау-мейн часто називають мі горенг Cina, а якусобу називають мі горенг jepang.

### Галерея

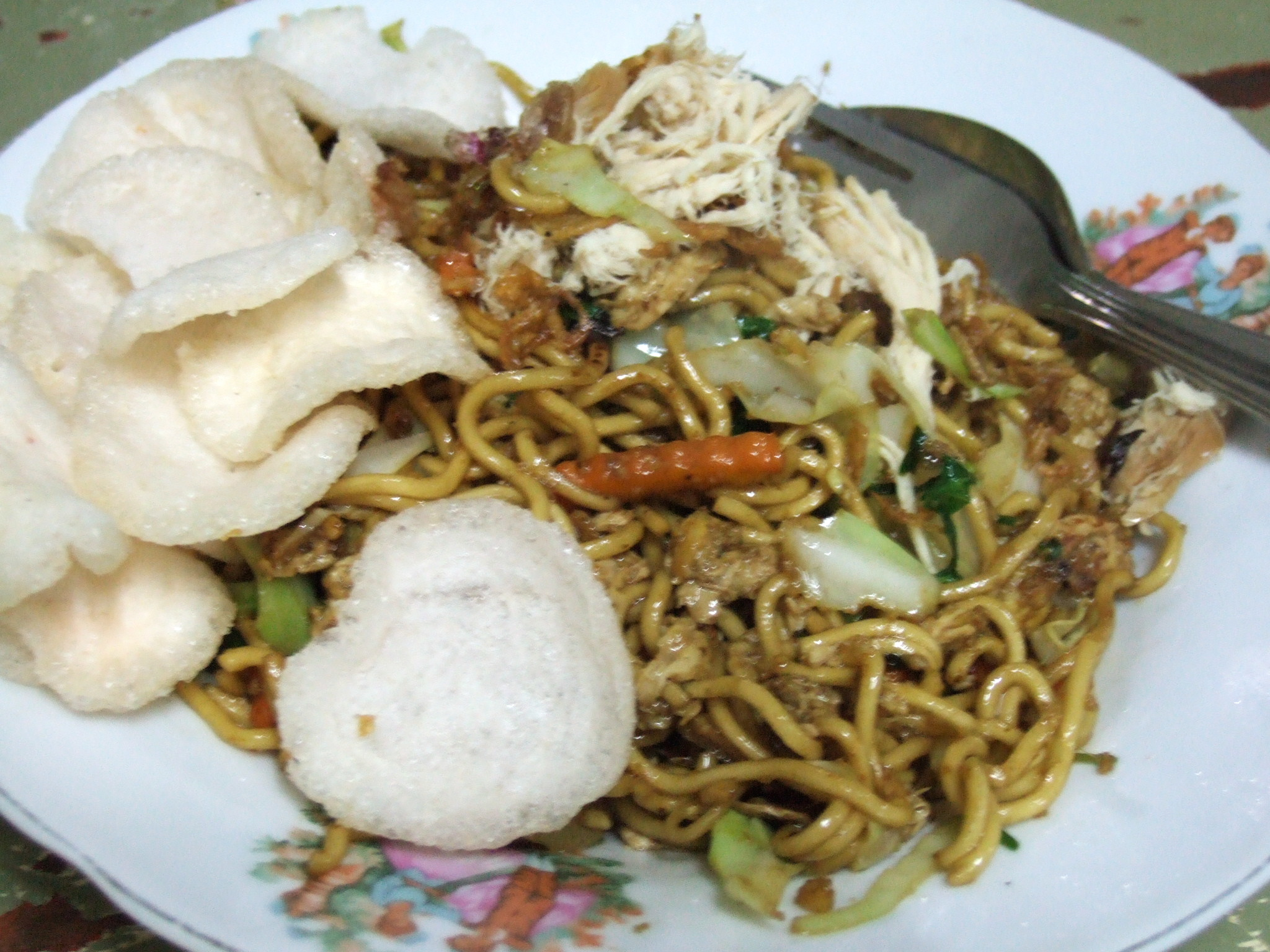
Базовий мі горенг тек-тек продається мандрівним вуличним торговцем
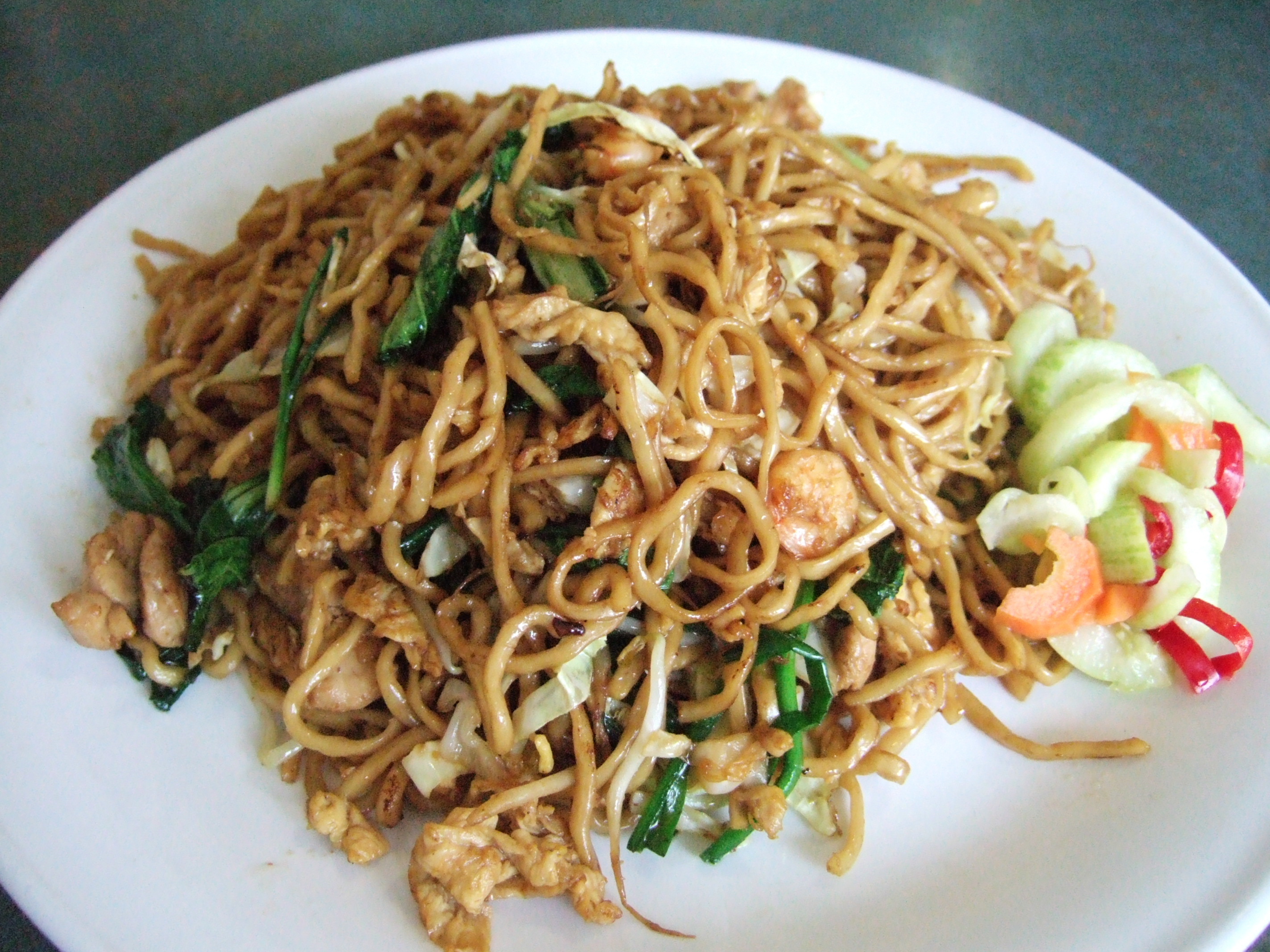
Мі горенг із куркою і креветками у Джакарті
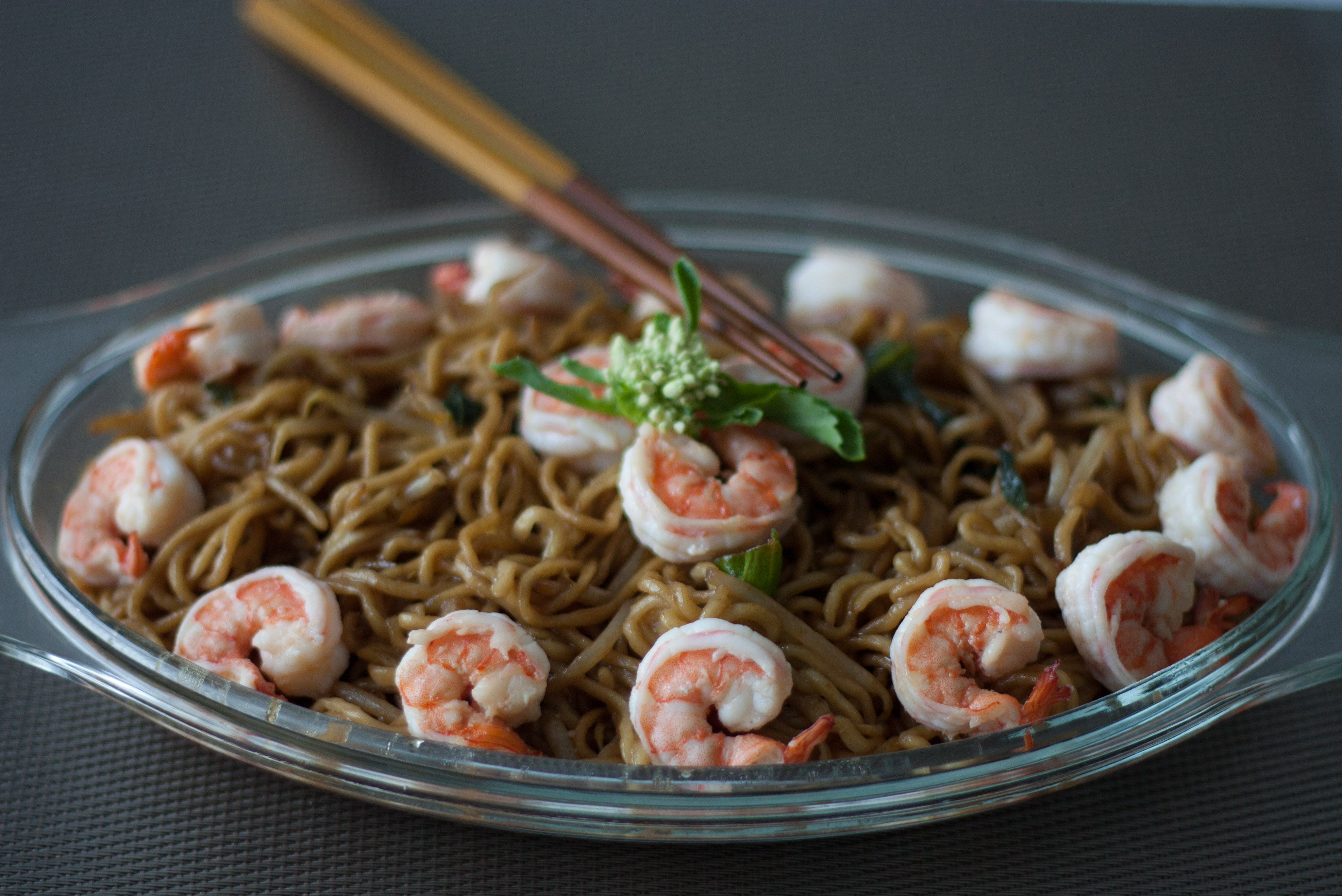
Мі горенг уданг із креветками
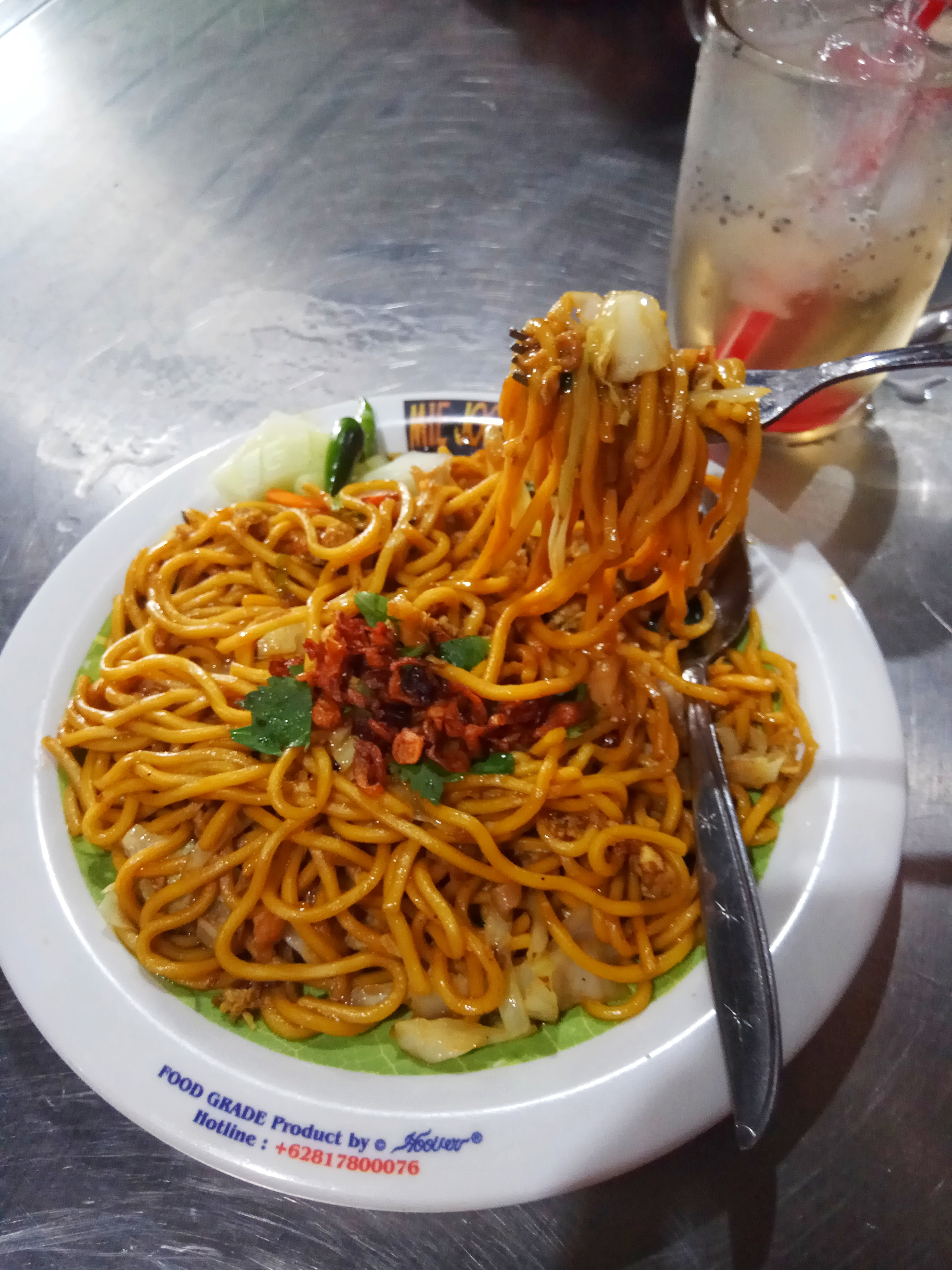
Мі горенг Ява, яванського стилю приправлений солодким соєвим соусом
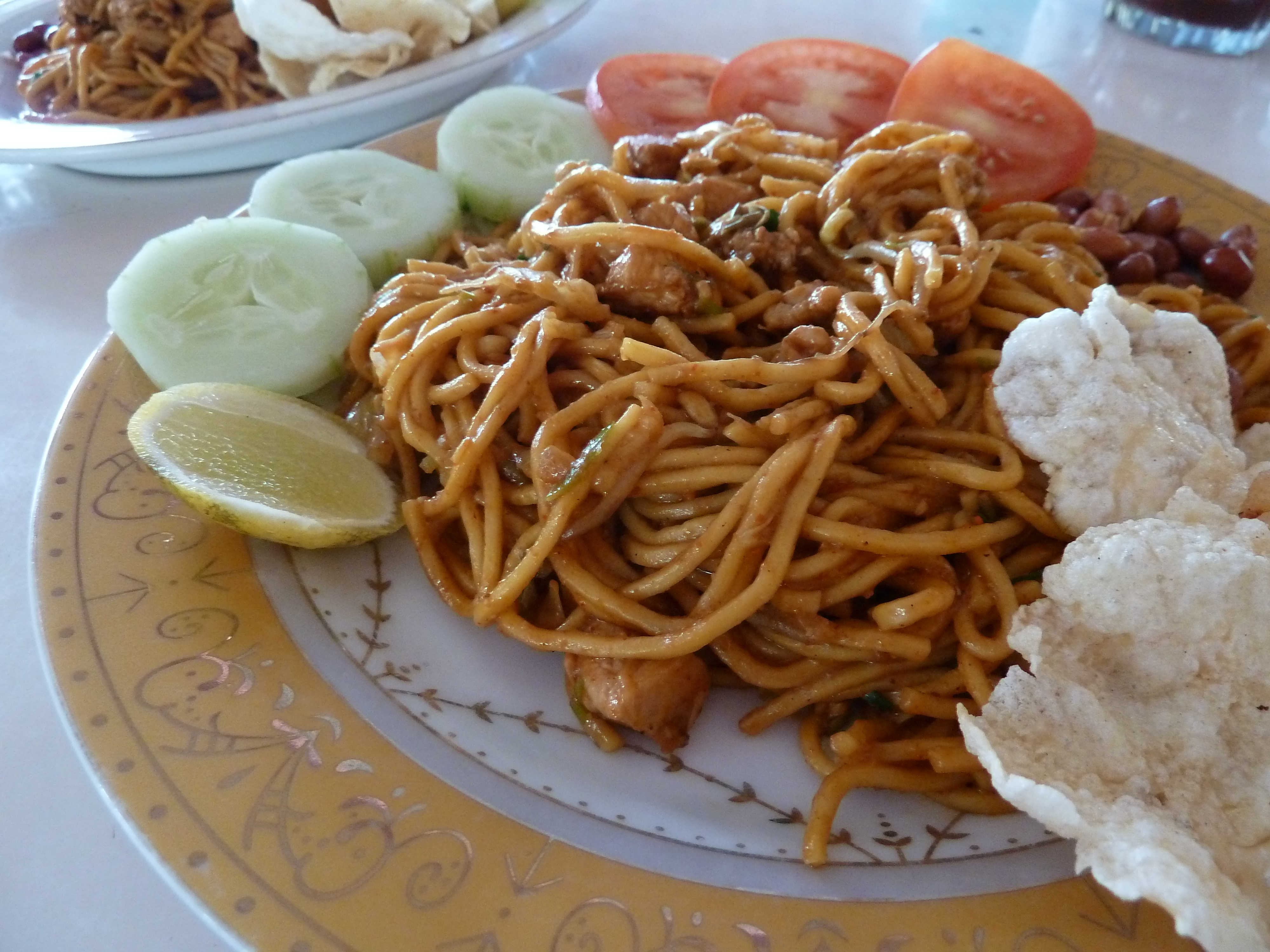
Мі горенг Ачех
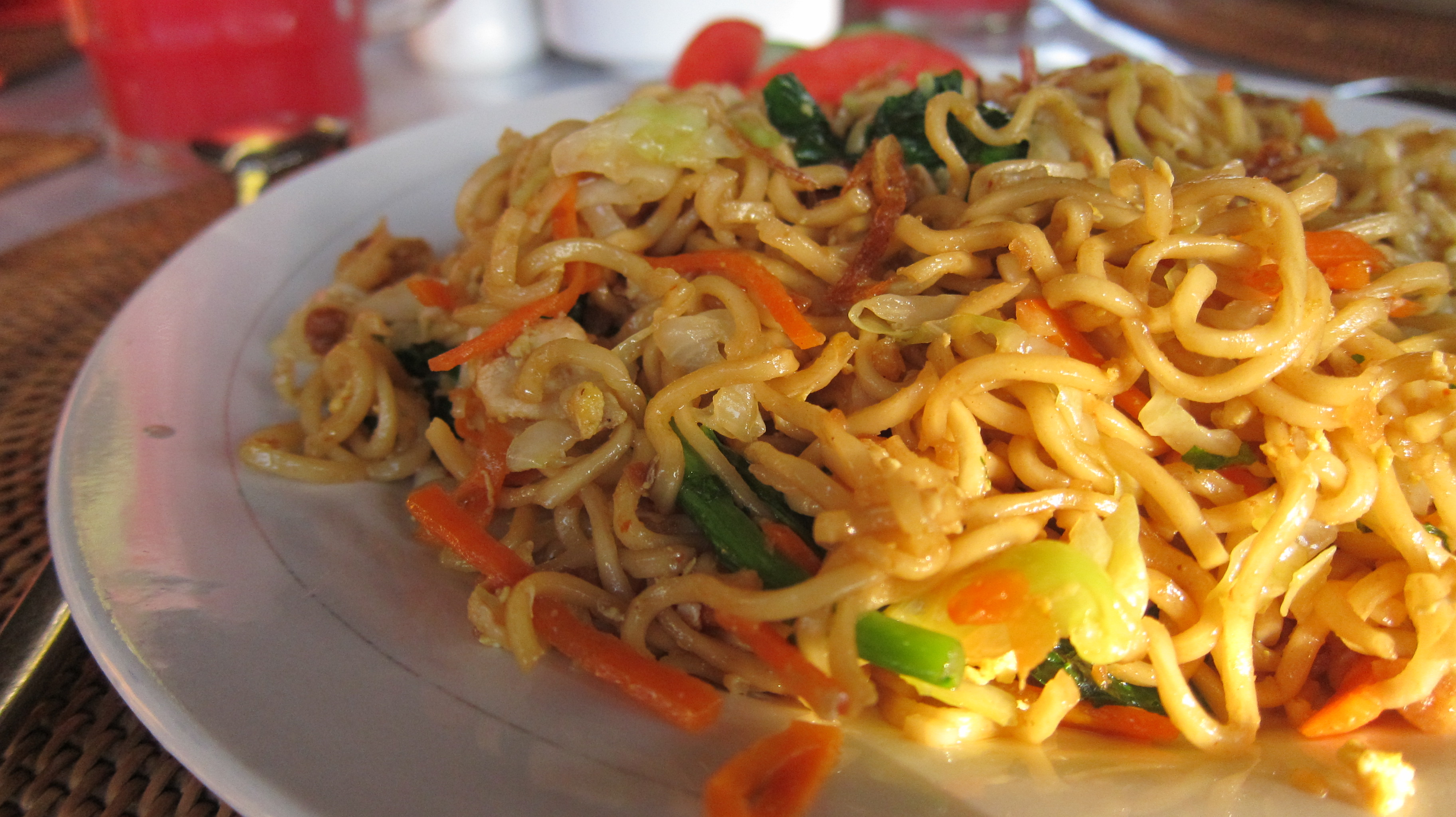
Мі горенг Балі
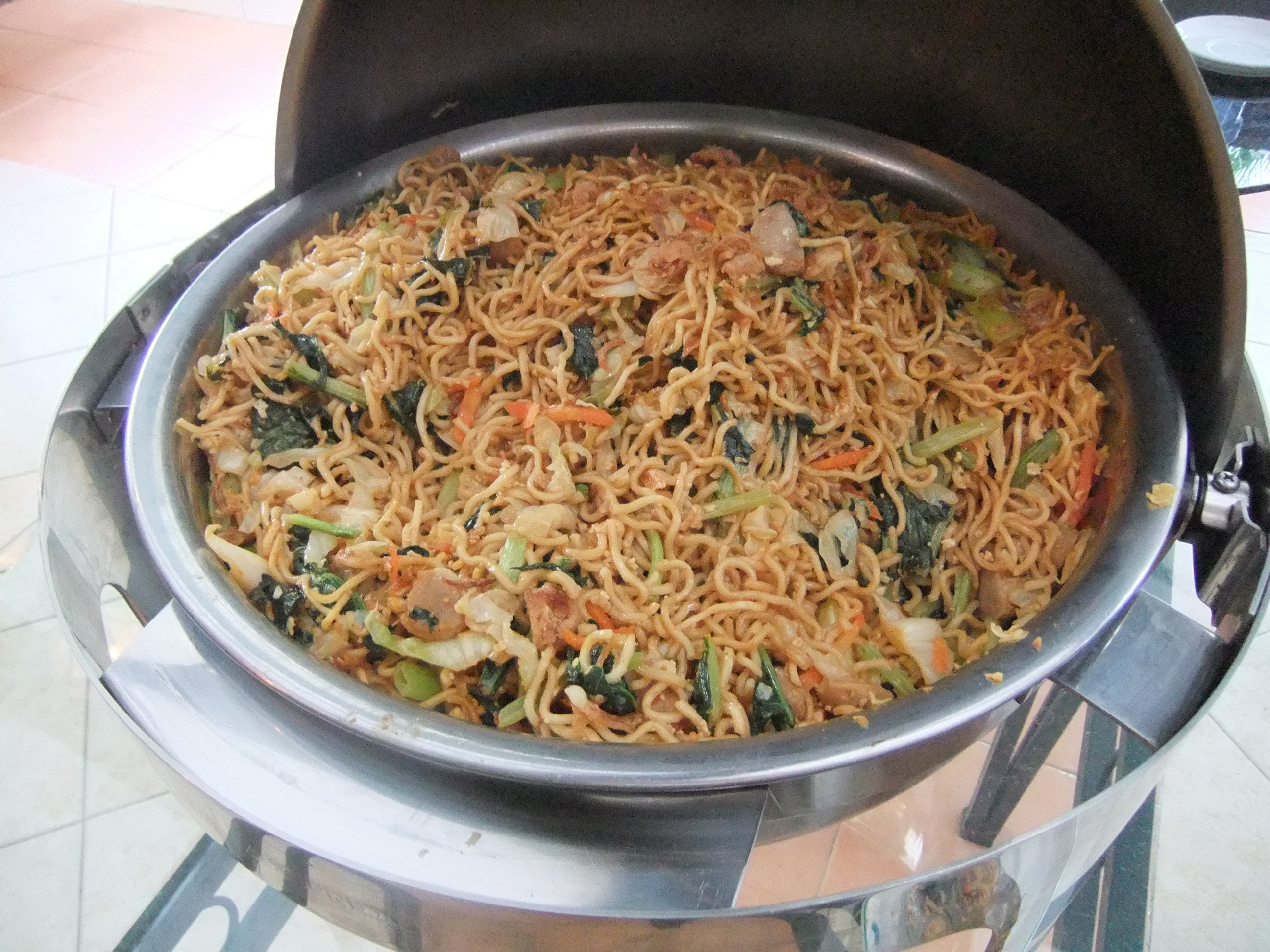
Мі горенг подається як частина сніданку (шведський стіл) у готелі
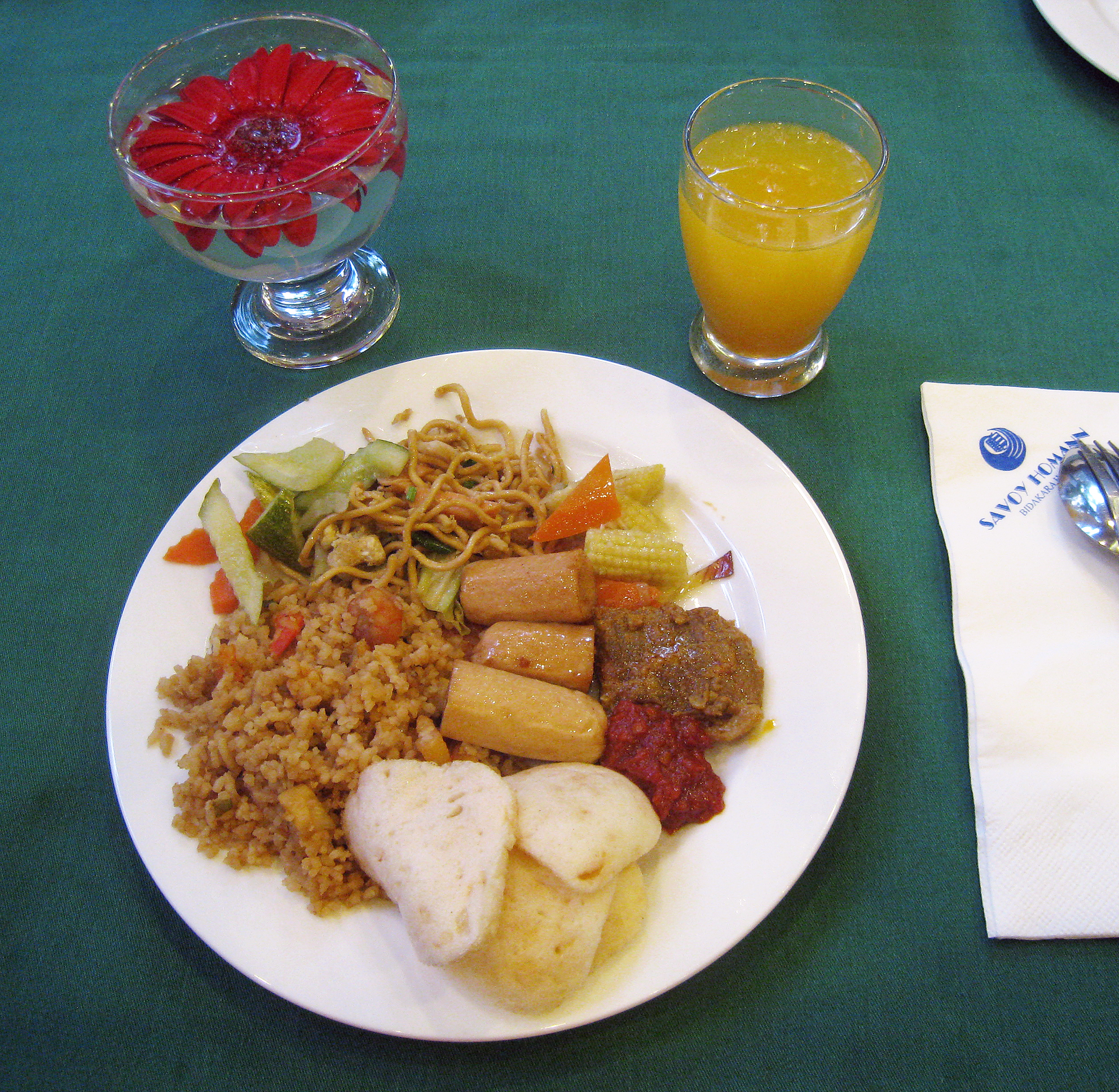
Мі горенг та насі-горенг комбо, сніданок (шведський стіл) у готелі